# Хосе Марія Гарсія-Аранда
Хосе Марія Гарсія-Аранда Енсінар (3 березня 1956, Мадрид), відомий як Гарсія Аранда, колишній іспанський футбольний арбітр Ла-Лігі. Арбітр ФІФА з 1993 по 2001 рік. З 2003 по 2010 роки очолював суддівський департамент ФІФА.

## Суддівська кар'єра
Гарсія-Аранда дебютував у Ла-Лігі 3 вересня 1989 року на стадіоні «Карлос Тартьєре» в матчі «Реал» (Ов'єдо) проти «Кастельйон» 1-1. Загалом відсудив 173 поєдинки іспанської Ла-Лізі
Він завершив кар'єру в сезоні 2000/01. Останнім матчем, яким він судив, був фінал Кубка Іспанії 30 червня 2001 року між командами «Реал» (Сарагоса) та «Сельта» 3-1.
У 1996 році Гарсія-Аранда увійшов до списку арбітрів футбольного турніру Олімпійських ігор в Атланті, де відпрацював один матч групового етапу та матч півфіналу. Два роки потому відсудив матч відкриття чемпіонату світу, а також одну з ігор 1/8 фіналу й півфінальну гру. У 2000 році іспанець відсудив два матчі Євро-2000: зустріч групового етапу та матч чвертьфіналу.
Після закінчення 2001 року кар'єри футбольного судді Хосе Марія Гарсія-Аранда очолив академію суддівства Іспанії при Королівській іспанській федерації футболу, а також увійшов у комітет ФІФА з футболу і в комітет УЄФА з суддівства. У 2003 році іспанець очолив суддівський департамент ФІФА і пропрацював на цій посаді протягом 8 років, після чого зайнявся консультуванням зі спорту та суддівства.
У квітні 2011 року Гарсія-Аранда був запрошений Російським футбольним союзом на посаду радника президента організації з питань суддівства. Після закінчення контракту з РФС, іспанець працював радником президента Перуанської футбольної федерації з питань суддівства і директором з розвитку суддівства, допомагав у передсезонній підготовці суддів Федерації Футболу штату Сан-Паулу, консультував Бразильську конфедерацію футболу.

## Суддівство фінальних матчів
- Кубок Іспанії 1994-95
- Кубок УЄФА 1996-97 (матч-відповідь)
- Міжконтинентальний кубок 1997
- Суперкубок Іспанії з футболу 1999 (перший матч)
- Кубок Іспанії 2000-01

## Матчі національних збірних
- Олімпійські ігри 1996 року в Атланті: Італія — Гана (1-й етап) і Нігерія — Бразилія (півфінал)
- Чемпіонат світу з футболу 1998 року: Бразилія — Шотландія (1-й етап), Нідерланди — Югославія (1/8 фіналу) і Франція — Хорватія (півфінал)
- Євро-2000: Хорватія — Югославія (плей-оф, матч-відповідь), Італія — Бельгія (1-й етап) і Голландія — Югославія (чвертьфінал)

## Нагороди
- Премія «Дон Балон» (2): 1997/98, 2000/01
- Трофей Гуручета (1): 2000/01